# Christina Aguilar
Christina Aguilar (Thai: คริสติน่า อากีล่าร์; Bangkok, 31 de octubre de 1966) es una cantante tailandesa de género pop y dance. De ascendencia española, filipina, vietnamita, y francesa, se dio a conocer con su primer álbum discográfico titulado Ninja, además es una de las artistas más destacadas de su país, ya que ha vendido 1.000.000 de copias. Otro de sus álbumes es "Dancing Queen". Además es una de las artistas icono de la comunidad gay, además ha sido comparada con la cantante estadounidense Christina Aguilera, por su estilo y forma de cantar.

## Biografía
Christina Aguilar es hija del famoso músico filipino de ascendencia española Tony Aguilar y su madre es vietnamita de ascendencia francesa. Christina nació en Bangkok, Tailandia, ella tiene un hermano menor y una hermana más joven que ella.
"Tina", como sus fanes la conocen, estudió en un instituto francés. Ha realizado estudios de Dirección de empresas en Francia. Ella no es de sangre de Tailandia, debido al color de su piel clara y la capacidad de hablar con fluidez el tailandés. Además del idioma tailandés, Christina habla también otros idiomas como el francés, inglés y algo de español. Christina Aguilar se dio a conocer por su habilidad de cantar, mientras residía en Francia. Durante una fiesta anual organizado el una universidad, Aguilar pidió a sus amigos para llevar a cabo en el escenario. Ella eligió para cantar un tema musical titulado "Sweet Memory".

## Discografía
Álbumes de Estudio
- 1990: Ninja
- 1992: Arwut Lab (Secret Weapons)
- 1994: Red Beat
- 1997: Golden Eye
- 1999: 5th Avenue
- 2001: Dancing Queen
- 2003: Paradise
- 2007: C.Space

Compilación, Remix y álbumes Covered 
- 1991: Mai & Christina: The Greatest Hits
- 1994: 2 Emotions: The Greatest Hits
- 1995: Christina Collection (lanzado únicamente en Japón)
- 1997: Christina Remix
- 1997: Global Nite Life
- 1998: Christina Big Hit Big Story (2 disc)
- 2000: GRAMMY Superstars Project: Christina (3 disc)
- 2001: THE BEST Selected MOVE & LOVE(2 disc)
- 2004: Real Christina
- 2006: Charming Christina
- 2006: Body Beat
- 2009: Mai & Christina: Beauty Up Beat & Soft Beat

Álbumes especiales
- 1993: Son (10 years anniversary od GMM Gramy) (Co-grabadas con otros artistas)
- 1995: Khon Nok Gub Dok Mai (Feather and Flowers) (incluye colaboraciones varias)
- 1995: 6-2-12 (Co-grabadas con otros artistas)
- 1996: Prik Khee Noo Gub Moo Ham (Chilli and Ham) (Banda sonora)
- 1999: X'TRACK Vol.3 (Banda sonora)
- 2000: Christina & Fern (álbum especial en inglés)
- 2009: Mai & Tina Beauty on the beat